# (32201) Heathermckay
(32201) 2000 OZ2 est un astéroïde de la ceinture principale d'astéroïdes découvert en 2000.

## Description
(32201) 2000 OZ2 a été découvert le 29 juillet 2000 à l'observatoire Palomar, situé au nord de San Diego en Californie, par John Broughton.

### Caractéristiques orbitales
L'orbite de cet astéroïde est caractérisée par un demi-grand axe de 2,92 ua, un périhélie de 2,63 ua, une excentricité de 0,010 et une inclinaison de 2,61° par rapport à l'écliptique. Du fait de ces caractéristiques, à savoir un demi-grand axe compris entre 2 et 3,2 ua et un périhélie supérieur à 1,666 ua, il est classé, selon la JPL Small-Body Database, comme objet de la ceinture principale d'astéroïdes.

### Caractéristiques physiques
(32201) 2000 OZ2 a une magnitude absolue (H) de 14,7 et un albédo estimé à 0,438.